# 泰穆·泰尼奥
泰穆·泰尼奥（芬蘭語：Teemu Tainio，1979年11月27日—）是一名出生芬蘭足球运动员，位置为中场，他能夠擔任防守中場、進攻中場或右閘，现已退役。

## 生平

### 球會
早期
泰尼奥是在哈卡首次以職業球員上陣。在1997年，泰尼奥加盟法甲球會歐賽爾，他在歐賽爾踢了八年足球。他為歐賽爾兩次贏得法國盃及取得欧洲冠军联赛的入場券。
热刺
當跟歐賽爾的合約於將快約滿後，泰尼奥在2005年1月宣佈於夏季轉會市場加盟自己由小已支持的英超球會热刺，簽約七年。很快泰尼奥成功融入球會中，在2005年12月，在主場對取得首個入球。他在热刺取得2008年英格蘭聯賽盃冠軍時以後備上陣。
新特蘭
2008年7月23日，泰尼奥加盟桑德兰，成為新特蘭08-09球季首個夏季收購及首位代表新特蘭的芬蘭球員。2009年9月1日被外借到英超升班馬伯明翰城一個球季。

### 國家隊
泰尼奥於1998年2月5日首次代表芬蘭出戰塞浦路斯。

## 榮譽
哈卡
- 芬蘭盃冠軍：1997年；

歐賽爾
- 法國盃冠軍：2003年、2005年；

热刺
- 英格蘭聯賽盃冠軍：2008年；

## 外部連結
- 足球数据库：泰尼奥的球员统计数据
- 泰尼奥新特蘭官方球員介紹 （页面存档备份，存于）